# Rivière Barlow (rivière Chibougamau)
Pour les articles homonymes, voir Barlow.
La rivière Barlow est un affluent de la rivière Chibougamau dans la municipalité d'Eeyou Istchee Baie-James, en Jamésie, dans la région administrative du Nord-du-Québec, dans la province de Québec, au Canada.
Le cours de la rivière traverse successivement les cantons de Plamondon, de Richardson et de Blaiklock. Cette rivière est aussi située dans la Réserve faunique des Lacs-Albanel-Mistassini-et-Waconichi.
La partie supérieure du bassin versant de la rivière Barlow est accessible par une route forestière venant de Chibougamau, remontant vers le nord et coupant la rivière. Une autre route forestière (sens nord-sud) coupe la rivière près de l'embouchure de la rivière Blaiklock.
La surface de la rivière Barlow est habituellement gelée du début novembre à la mi-mai, toutefois la circulation sécuritaire sur la glace se fait généralement de la mi-novembre à la mi-avril.

## Géographie

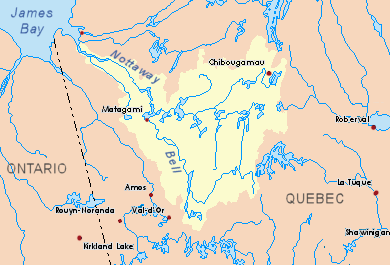
Bassin hydrographique de la rivière Nottaway.

Les principaux bassins versants voisins de la rivière Barlow sont :
- côté nord : rivière Blaiklock, rivière Mistago, lac Mistassini ;
- côté est : lac Waconichi, rivière Petite Meule ;
- côté sud : rivière Chibougamau, rivière Chébistuane, lac Chibougamau ;
- côté ouest : rivière Chibougamau, rivière Mistago, rivière Blaiklock.

La rivière Barlow prend sa source à l’embouchure du lac Sirois (longueur : 2,4 km ; altitude : 413 m) dans le canton de Richardson. Cette source est située à :
- 2,6 km à l'ouest du lac Waconichi ;
- 24,1 km au sud-est du lac Mistassini ;
- 19,4 km au nord-est de l’embouchure de la rivière Barlow (confluence avec la rivière Barlow) ;
- 143,4 km au nord-est de l’embouchure de la rivière Chibougamau (confluence avec la Rivière Opawica) ;
- 205,2 km au nord-est de l’embouchure du lac au Goéland ;
- 65,8 km au nord du centre du village de Chapais ;
- 30,4 km au nord-est du centre-ville de Chibougamau ;
- 367,2 km à l'est de l’embouchure de la rivière Nottaway.

À partir de sa source, la rivière Barlow coule sur environ 50 km selon les segments suivants :
Partie supérieure de la rivière Barlow (segment de 44,2 km)
- 17,9 km vers le nord-est presque en ligne droite, en traversant trois petits lacs non identifiés, puis en traversant sur 0,3 km vers le nord-ouest, le Lac Willy (longueur : 0,5 km ; altitude : 383 m) jusqu’à son embouchure. Note : Ce segment de rivière longe la rive nord-ouest du lac Waconichi et passe du côté nord-ouest du Mont du Bouleau (élévation : 534 m) ;
- 5,5 km vers le sud-ouest, en entrant dans le canton de Richardson, jusqu’à la décharge d’un ensemble de cinq lacs (venant du nord-est) ;
- 6,6 km vers le sud-ouest puis le nord-ouest, en traversant sur 0,3 km la partie nord du Lac Peter (longueur : 2,2 km ; altitude : 370 m) jusqu’à son embouchure ;
- 14,2 km en serpentant vers le nord-ouest, puis le sud-ouest en entrant dans le canton de Blaiklock, jusqu’à la confluence de la rivière Mistago (venant du nord) ;

Partie inférieure de la rivière Barlow (segment de 18,1 km)
- 4,5 km vers l'ouest jusqu’à la confluence de la rivière Blaiklock (venant du nord-ouest) ;
- 7,9 km vers le sud-ouest en coupant une route forestière, jusqu’à la confluence de la rivière Chébistuane (venant de l’est) ;
- 5,7 km vers le sud-ouest, en zone de marais, jusqu’à son embouchure[2].

La rivière Barlow se déverse dans un coude de rivière sur la rive nord de la rivière Chibougamau dans une zone de marais en amont du lac Chevrillon. De là, le courant descend vers le sud-ouest en empruntant la rivière Chibougamau, jusqu'à sa confluence avec la rivière Opawica. À partir de cette confluence, le courant coule généralement vers le sud-ouest par la rivière Waswanipi, jusqu’à la rive est du lac au Goéland. Ce dernier est traversé vers le nord-ouest par la rivière Waswanipi qui est un affluent du lac Matagami.
L’embouchure de la rivière Barlow située à :
- 12,7 km à l'ouest d’une baie du lac Waconichi ;
- 21,0 km au nord-ouest d’une baie de la partie nord du lac Chibougamau ;
- 121,8 km au nord de l’embouchure de la rivière Chibougamau (confluence avec la rivière Opawica) ;
- 183,4 km au nord-est de l’embouchure du lac au Goéland ;
- 46,6 km au nord-est du centre du village de Chapais ;
- 19,3 km au nord-ouest du centre-ville de Chibougamau.

## Toponymie

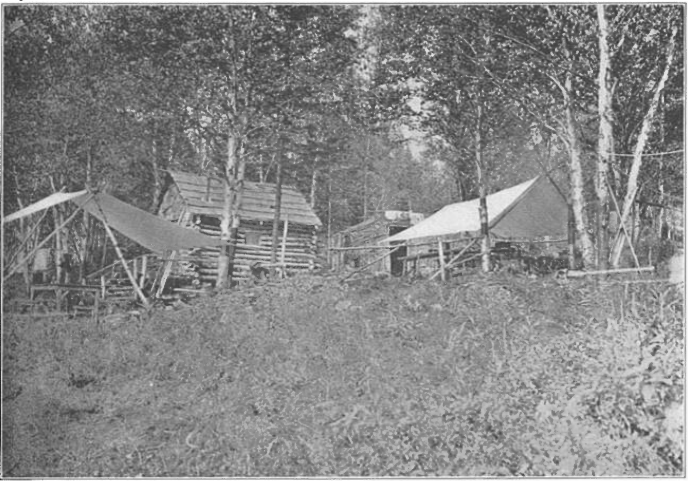
Campement de la Barlow, Gwillim et Faribault au lac Chibougamau, lors de leur expédition pour la Commission minière de Chibougamau, 1910.

Cette hydronyme évoque la mémoire d'Alfred-Ernest Barlow (1861-1914). Il est l'un des trois fils du réputé topographe Robert Barlow. Alfred-Ernest a travaillé pour la Commission géologique du Canada, de 1883 à 1907. Il y a acquis une certaine renommée, à Montréal, comme géologue consultant. Il est l'auteur d'une soixantaine d'études de géologie canadienne, dont le rapport sur la région de Chibougamau lequel a rédigé avec Gwillim et Faribault ; au terme de ses recherches, ce rapport a été publié en 1911 par le Service des mines du Québec, dans sa version en anglais. Sa version anglaise est une traduction de Joseph Obalski, en 1912. Barlow périt dans le naufrage de l'Empress of Ireland en 1914.
La Commission de géographie, l'actuelle Commission de toponymie du Québec, a officialisé ce toponyme le 12 décembre 1939,. Le toponyme rivière Barlow a été officialisé le 5 décembre 1968 à la Commission de toponymie du Québec.